# Dewitz (Familienname)
Dewitz ist ein deutscher Familienname.

## Namensträger
- Antje von Dewitz (* 1972), deutsche Unternehmerin
- August von Dewitz (Generalmajor) (1807–1865), deutscher Generalmajor
- August von Dewitz (Geistlicher) (1836–1887), deutscher Geistlicher der Herrnhuter Brüdergemeine
- Bodo von Dewitz (1950–2017), deutscher Kunsthistoriker
- Carl Joseph von Dewitz (1718–1753),  preußischer Justizjurist und Diplomat, Vizepräsident der Pommerschen Regierung
- Christian Heinrich von Dewitz (1698–1774), preußischer Landrat im Kreis Daber
- Curt von Dewitz (1871–1929), deutscher Generalleutnant, Ritter des Pour le Mérite
- Elisabeth Philippine Karoline von Dewitz (1820–1899), Schriftstellerin
- Franz Joachim von Dewitz (1666–1719), dänischer Kavalleriegeneral und Generalgouverneur von Neuvorpommern und Rügen
- Friedrich von Dewitz (Politiker, 1813) (1813–1888), deutscher Gutsbesitzer und Politiker, MdR
- Friedrich von Dewitz (Politiker, 1843) (1843–1928), deutscher Gutsbesitzer, Jurist und Staatsminister
- Friedrich Wilhelm von Dewitz (1668–1736), königlich preußischer Generalleutnant
- Gerhard Dewitz (1926–2008), deutscher Politiker (CDU)
- Günther von Dewitz (1885–1940), deutscher Generalmajor
- Hans Dewitz (1910–1992), deutscher Politiker (SPD)
- Henning Otto von Dewitz (1707–1772), königlich preußischer Generalmajor
- Hermann Dewitz (1848–1890), deutscher Entomologe
- Hermann von Dewitz (1854–1939), Offizier, Rittergutsbesitzer und Mitglied des Deutschen Reichstags
- Joachim Balthasar von Dewitz (1636–1699), brandenburgisch-preußischer Generalleutnant
- Jobst von Dewitz (1491–1542), deutscher Staatsmann in Pommern
- Johann Georg von Dewitz (1878–1958), deutscher Offizier und Politiker (DNVP)
- Karl von Dewitz-Krebs (1887–1945), deutscher Offizier und Generalmajor der Wehrmacht
- Kuno Dewitz (1897–1960), deutscher Generalmajor
- Kurt von Dewitz (1847–1925), preußischer Beamter und Politiker
- Ottfried von Dewitz (1892–1980), deutscher Offizier, verurteilter Kriegsverbrecher, Kunstsammler und Manager
- Otto von Dewitz (Politiker, 1780) (Otto Ludwig Christoph von Dewitz; 1780–1864), deutscher Politiker
- Otto von Dewitz (Politiker, 1850) (1850–1926), deutscher Offizier, Verwaltungsjurist und Politiker
- Otto von Dewitz (Jurist) (1853–1919), deutscher Gutsbesitzer und Verwaltungsjurist
- Otto Ulrich von Dewitz (1747–1808), deutscher Jurist und Politiker
- Roderich von Dewitz (1854–1935), preußischer Generalleutnant
- Rudolph von Dewitz (1815–1863), deutscher Verwaltungsbeamter
- Stephan von Dewitz (Generalleutnant) (1658–1723), preußischer Generalleutnant
- Stephan Berend von Dewitz (1672–1728), preußischer Landrat
- Stephan Werner von Dewitz (1726–1800), Mecklenburg-Strelitzscher und Mecklenburg-Schweriner Geheimratspräsident
- Ulrich Otto von Dewitz (Generalleutnant) (1671–1723), dänischer Offizier
- Ulrich Otto von Dewitz (1747–1808), deutscher Jurist und Politiker, siehe Otto Ulrich von Dewitz
- Ulrich Otto von Dewitz (Politiker) (1814–1871), deutscher Gutsbesitzer und Politiker
- Viktor von Dewitz (1905–1994), Kreishauptmann
- Viktor von Dewitz (Politiker) (1853–1921), preußischer Politiker
- Wilhelm Dewitz von Woyna (1857–1930), preußischer Verwaltungsjurist und Landrat